# Rio Dinţeasa
O Rio Dinţeasa é um rio da Romênia, afluente do Valea Neagră, localizado no distrito de Prahova.